# Yingluck Shinawatra
Yingluck Shinawatra (tailandês: ยิ่งลักษณ์ ชินวัตร; Chiang Mai, 21 de junho de 1967) é uma política tailandesa. Ex-empresária, assumiu o cargo de primeira-ministra da Tailândia no dia 5 de agosto de 2011, sendo a primeira mulher do país a ocupar este cargo. Foi forçada a renunciar em maio de 2014 por decisão da corte suprema do país, que a condenou por abuso de poder. Quinze dias depois, foi detida pelo Exército, que derrubou o governo provisório e deu um golpe de estado no país. Ela foi solta alguns dias depois após o golpe estar consolidado.
Nascida na província de Chiang Mai, em uma família rica de ascendência chinesa, Yingluck Shinawatra foi diplomada como bacharel de na Universidade de Chiang Mai, fazendo seu mestrado na Universidade Estadual de Kentucky, ambos cursos na administração pública. Ela se tornou uma executiva nas empresas fundadas por seu irmão mais velho, Thaksin Shinawatra, e mais tarde tornou-se a presidente do promotor imobiliário SC Asset e diretora-gerente da Advanced Info Service. Enquanto isso, seu irmão Thaksin tornou-se primeiro-ministro, foi derrubado por um golpe militar, e foi para o exílio auto-imposto depois que um tribunal o condenou por abuso de poder e corrupção.
Em maio de 2011, o Partido Pheu Thai, que mantém laços estreitos com Thaksin, nomeou Yingluck como sua candidata a primeiro-ministro nas eleições gerais de 2011. Ela fez campanha em uma plataforma de reconciliação nacional, com discursos de erradicação da pobreza e redução de imposto de renda da pessoa jurídica, mas o Partido Democrata alegou que ela agiria no interesse de seu irmão exilado. O Partido tailandês Pheu Thai obteve uma vitória esmagadora, ganhando 265 assentos nas 500 cadeiras na Câmara de Representantes da Tailândia. Foi a segunda vez na história política tailandesa que um único partido obteve uma maioria parlamentar.